# Krossener Busch
Das Naturschutzgebiet Krossener Busch liegt auf dem Gebiet der Gemeinde Drahnsdorf im Landkreis Dahme-Spreewald in Brandenburg. 
Das rund 60,7 ha große Naturschutzgebiet erstreckt sich östlich von Krossen, einem Gemeindeteil von Drahnsdorf. Nördlich des Gebietes verläuft die Landesstraße L 71, nördlich und westlich fließt der Kaulsche Graben und westlich die Dahme.

## Bedeutung
Das Gebiet mit der Kenn-Nummer 1292 wurde mit Verordnung vom 25. März 2002 unter Naturschutz gestellt.